# Bison de Gallaudet (football américain)
Le Bison de Gallaudet (en anglais : Gallaudet Bison) est un club football américain universitaire de l'Université Gallaudet. L'équipe de Gallaudet Bison participe aux matchs de football américain universitaires organisés par la 3e division de la National Collegiate Athletic Association. À partir de la saison 2025, le Gallaudet Bison sont membres de l'Old Dominion Athletic Conference (en) pour le football américain uniquement..

## Histoire
Dans les années 1890, la règle de jeu Huddle est créée à Gallaudet par le Quarterback Paul D. Hubbard qui a remarqué des signaux manuels être lus par des joueurs adverses ,, une préoccupation particulière lorsque Gallaudet a joué contre les autres écoles pour les sourds. Pour remédier à cela, il a eu une idée de reunir les joueurs en un cercle pour que les joueurs se communiquent en langue des signes américaine en secret et sans être vu,.

### Personnalité
- Paul D. Hubbard